# Pasztőrözés

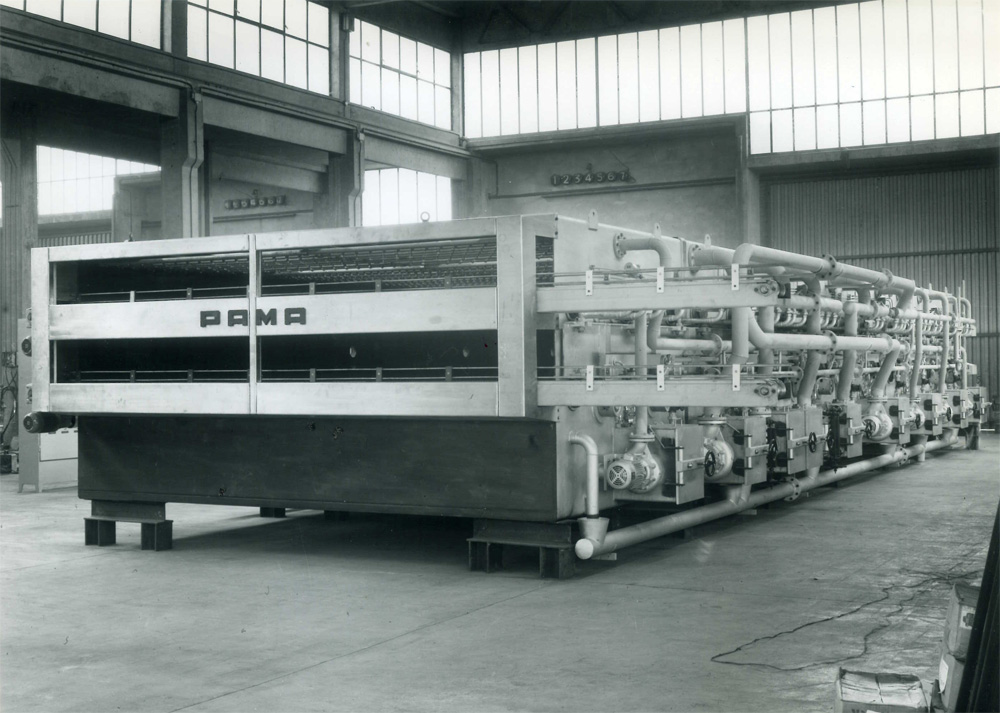
Az egyik első pasztörizálógép (1960-as évek)

A pasztőrözés vagy pasztörizálás olyan élelmiszer-technikai módszer, amely elsősorban a folyadék 60–90 °C-ra történő hirtelen, rövid idejű felmelegítésével, és azt követően gyors lehűtéssel csökkenti a benne lévő mikroorganizmus-tartalmat. A folyadékokban található mikroorganizmusok elpusztítására fejlesztette ki Louis Pasteur és Claude Bernard. 
A sterilizációval (teljes csíramentesítés) ellentétben a pasztörizálás nem próbálja meg kiirtani az összes mikroorganizmust. Ehelyett logaritmikusan redukálja a számukat, lehetőleg olyan mennyiségre, ahol már nem képesek fertőző hatást kifejteni. Pasztörizálást leginkább az élelmiszeriparban használnak, mivel a sterilizációs eljárások rontják az ételek minőségét, illetve élvezeti értékét. Pasztörizálásra többnyire a folyadék forráspontja alatti hőmérsékleteket használnak.

## Az eljárás története
Az eljárás Louis Pasteur francia vegyész nevéhez fűződik, aki nem csak felismerte, hanem be is bizonyította, hogy a mikroorganizmusok erjedést és betegségeket idézhetnek elő, valamint, hogy az élelmiszer a levegőben levő organizmusok hatására indul bomlásnak. Munkásságában ezt a módszert elsősorban a bor, ecet és sör eltarthatóságára alkalmazta. Az eljárást először 1862. április 20-án hajtották végre sikeresen. 
Velük szinte egy időben, néhány hónappal megelőzve őket, ugyancsak sikeres kísérleteket folytatott Preysz Móric vegyész, aki kutatási eredményeit 1862. október 16-án mutatta be a  Hegyaljai Bormívelők Egyesülete közgyűlésén és ezek eredményéről előadást tartott a K. M. Természettudományi Társulatban „A tokaji bor utóerjedésének meggátlásáról" címmel és előadása magyar nyelven meg is jelent a Társulat folyóiratában (Természettudományi Közlöny, 1865).

## A tej pasztörizálása
Pasztőrözés: 100 °C alatti hőkezelés abból a célból, hogy a tejben, a tejszínben a mikroorganizmusok számát olyan szintre csökkentsék, amely már nem jelent egészségügyi kockázatot, és egyúttal a termék eltarthatóságát meghosszabbítja.
A tejet pasztörizálás során 71,7 °C hőmérsékleten 15 másodpercig (vagy ezzel egyenértékű más hőmérséklet-idő kombináció szerint) hőkezelik, majd a legrövidebb időn belül legfeljebb 6 °C-ra hűtik.

## A borok pasztörizálása
Ez az eljárás a borok csírátlanítás céljából történő hőkezelése. A bor hőmérsékletét 70-80 °C-ra növelik, pár másodpercig ezen a hőmérsékleten tartják, ezáltal a borban található, hőre érzékeny káros anyagok kicsapódnak és a veszélyes mikroorganizmusok elpusztulnak. A pasztőrözés alatt a borban lévő élesztősejtek elhalnak és az alkoholtartalma nem csökken. A pasztőrözött bor kb. 6 hónappal tovább tartható el, mint normálisan, de a C-vitamin-tartalma ilyenkor csökken.